# Jean-Marie Bez
Pour les articles homonymes, voir Bez.
Pas d'image ? Cliquez ici

a Compétitions nationales et continentales officielles uniquement.

b Matchs officiels uniquement.
Jean-Marie Bez, né le 6 novembre 1929 à Villefranche-de-Rouergue et mort le 12 avril 2021 à Albi, est un joueur français de rugby à XV et de rugby à XIII.

## Palmarès

### Rugby à XV
- Collectif : 
  - Vainqueur du Championnat de France  : 1951 (Carmaux).

### Rugby à XIII
- Collectif : 
  - Vainqueur du Championnat de France : 1956 et 1958 (Albi).

### Équipe de France
- International (deux sélections) en 1957